# Subaru Takahashi
Subaru Takahashi (japanska: 高橋 昴), född 31 augusti 1902 i Sapporo, död 4 juli 1992, var en japansk längdåkare. Han var med i de Olympiska vinterspelen 1928 i Sankt Moritz och kom på 37:e plats på 18 kilometer och på 25:e plats på 50 kilometer.